# Tandel
Tandel – miejscowość i gmina (gemeng / commune / Gemeinde) w północno-wschodnim Luksemburgu, w kantonie Vianden. Do 3 października 2015 gmina leżała w dystrykcie Diekirch. Siedziba administracyjna gminy znajduje się w miejscowości Bastendorf. Liczy 2238 mieszkańców (1 stycznia 2023). Graniczy w Niemcami. Powstała 1 stycznia 2006 w wyniku połączenia gminy Bastendorf z gminą Fouhren.

## Podział administracyjny
Do gminy należy 17 miejscowości, w tym osiem (Uertschaft) oraz dziewięć lieu-dit: 
1. Bastendorf (Baastenduerf)
2. Bettel (Bëttel)
3. Bleesmillen, lieu-dit
4. Brandenbourg (Branebuerg / Brandenburg)
5. Fischbacherhof (Fëschbecherhaff), lieu-dit
6. Fouhren (Furen / Fuhren)
7. Froehnerhof (Fréngerhaff), lieu-dit
8. Hoscheidterhof (Houschterhaff), lieu-dit
9. Kippenhof (Këppenhaff), lieu-dit
10. Landscheid (Laaschent)
11. Longsdorf (Longsdref)
12. Marxberg (Marxbierg), lieu-dit
13. Ronnenbusch (Ronnebësch), lieu-dit
14. Schmëttenhaff, lieu-dit
15. Seltz (Selz), lieu-dit
16. Tandel
17. Walsdorf (Waalsdref)